# Ainuk (Középfölde)
Az ainuk (ainur) J. R. R. Tolkien mitológiájának nagy hatalmú, világteremtő szellemei. A szó quenya eredetű, jelentése szentek. Az ainuk csoportja két részre osztható: az isteni jellegű valákra és az angyali jellegű maiákra.

## Ilúvatar
Nevének jelentése Egyetlen (Eru) vagy Mindenek Atyja (Ilúve-atar). Az Időtlenség Csarnokaiban lakozik mindazon ainuk társaságában, akik nem szálltak alá Ardára. Lelkének Olthatatlan Lángjával ő teremtette az ainukat, és mindegyikük előtt megnyitotta elméje valamelyik zugát. Velük együtt hozta létre az Ainulindalét, az Ainuk Nagy Muzsikáját. Amikor Melkor megteremtette a Muzsika disszonáns hangjait, Ilúvatar Létet adott a Látomásnak, és megteremtette Eát, a létező világot. A muzsika néhány részlete (Ilúvatar Másodszülötteinek, az emberek fajának sorsa) egyedül Ilúvatar előtt ismert. Csupán kétszer avatkozott bele Ea ügyeibe: egyszer, amikor jóváhagyta a törpök létezését, egyszer pedig akkor, amikor a valák kérésére elpusztította Númenort és megváltoztatta Ardát.

## A Valák
A szilmarilok című könyv Ainulindalë (Az ainuk éneke) fejezete mesél arról, hogy Eru miként teremtette meg  az ainukat, gondolatainak szülötteit, akik közül a legtöbben még mindig az ő oldalán élnek. Néhányan azonban a Muzsika után alászálltak a megszületett világba, Ardára, hogy létrehozzák mindazt, amit a Muzsikában elterveztek. Őket nevezik Valáknak. Segítőik voltak a maiák.
Az első közülük Melkor volt, aki azonban szembefordult testvéreivel, mert egyedül akarta uralni Eä-t. Ettől kezdve – Melkor rabságának időszakát leszámítva – folyamatos harc dúlt közöttük. A harcban a maiák részben a valák, részben Melkor oldalára álltak. Ebbe a harcba kapcsolódtak be később a tündék, majd az emberek is.
A valák: Manwë Sulimo, Varda Elbereth, Ulmo, Aulë, Yavanna, Nienna, Oromë, Namo Mandos, Este, Irmo Lorien, Tulkas Astaldo, Vairë, Vana, Nessa, Melkor (Morgoth).